# Європейський поліційний коледж
Європ́ейський поліц́ійний ќоледж — агентство Європейського Союзу, яке об'єднує старших офіцерів національних поліцій ЄС з метою підготовки до боротьби з транскордонною злочинністю, забезпечення громадської безпеки і правопорядку. Починаючи з 2001 року щорічно коледж проводить близько 100 семінарів та тренінгів для співробітників національних поліцій.

## Історія
Європейський поліційний коледж був утворений рішенням Європейської ради 2000/820/JHA від 2000 року, однак фактично функціонувати почав з 1 січня 2001 року з тимчасовим місцем перебування у Копенгагені, Данія.
Рішенням Європейської ради 2004/566/JHA CEPOL отримав статус юридичної особи.
Після прийняття рішення 2004/567/JHA Європейської ради коледж перебазувався в Брамшилль, Велика Британія, а також почав діяти постійний секретаріат при Раді Керуючих.
У вересні 2005 року рішенням Ради 2005/681/JHA скасовано Рішення Ради 2000/820/JHA і на 1 січня 2006 року CEPOL почав діяти як агентство Європейського Союзу.

## Діяльність коледжу
Щорічно коледж формує план навчання для співробітників національних поліцій країн ЄС, Норвегії та Ісландії.
Крім того, CEPOL координує діяльність місцевих навчальних закладів з метою підготовки майбутніх та діючих правоохоронців до боротьби з міжнародною та транскордонною злочинністю.
На базі коледжу проводяться міжнародні мовні курси для старих поліціянтів, метою яких є розвиток співпраці та підвищення комунікаційних здібностей різних правоохоронних систем країн ЄС.
Окрім того, на базі коледжу проводять навчання по боротьбі з тероризмом для національних правоохоронців та антитерористичних відомств.

### Завдання коледжу
- Розширювати пізнання офіцерів поліції у сфері європейської юстиції (наприклад, організації: Євроюст, Європол);
- Проводити підготовку офіцерів поліції у країнах-кандидатах на вступ в ЄС;
- Проводити підготовку офіцерів поліції країн ЄС до спільних дій з врахування європейського митного законодавства;
- Розширювати пізнання офіцерів поліції стосовно поліційних систем країн-членів ЄС.

При проведенні підготовки коледж має право співпрацювати з національними навчальними закладами країн-членів ЄС та країн-кандидатів на вступ.

## Структура коледжу
CEPOL керує директор, що призначається на 4 роки. Одна особа не може обіймати посаду директора понад 2 строки. Наступна ротація відбудеться у лютому 2014 року. Директор підзвітний Раді Керуючих, що формується країнами-членами ЄС. Зазвичай, країну у Раді представляє національний поліційний інститут. Головою Ради Керуючих є представник країни, що головує в ЄС. Рада, як правило, засідає двічі на рік.

## Скандал
У жовтні 2010 у ЗМІ з'явились звинувачення CEPOL євродепутатами про невиконання стандартного банківського обліку ЄС за результатами аудиту.
У результаті скандалу директор Уільф Говерансон був замінений офіцером угорської поліції Ференцом Банфі. Після зміни керівництва був оновлений керівний склад коледжу.